# شوشوره
شوشوره (به صربی: Šušure) یک منطقهٔ مسکونی در صربستان است که در ناحیه زلاتیبور واقع شده‌است.